# Hirasa theuropides
Hirasa theuropides là một loài bướm đêm trong họ Geometridae.